# Compton (Waverley)
Compton – osada w Anglii, w hrabstwie Surrey, w dystrykcie Waverley. Leży 56 km na południowy zachód od centrum Londynu.